# Basidiobolus ranarum
Basidiobolus ranarum är en svampart som beskrevs av Eidam 1886. Basidiobolus ranarum ingår i släktet Basidiobolus och familjen Basidiobolaceae.   Inga underarter finns listade i Catalogue of Life.

## Bildgalleri

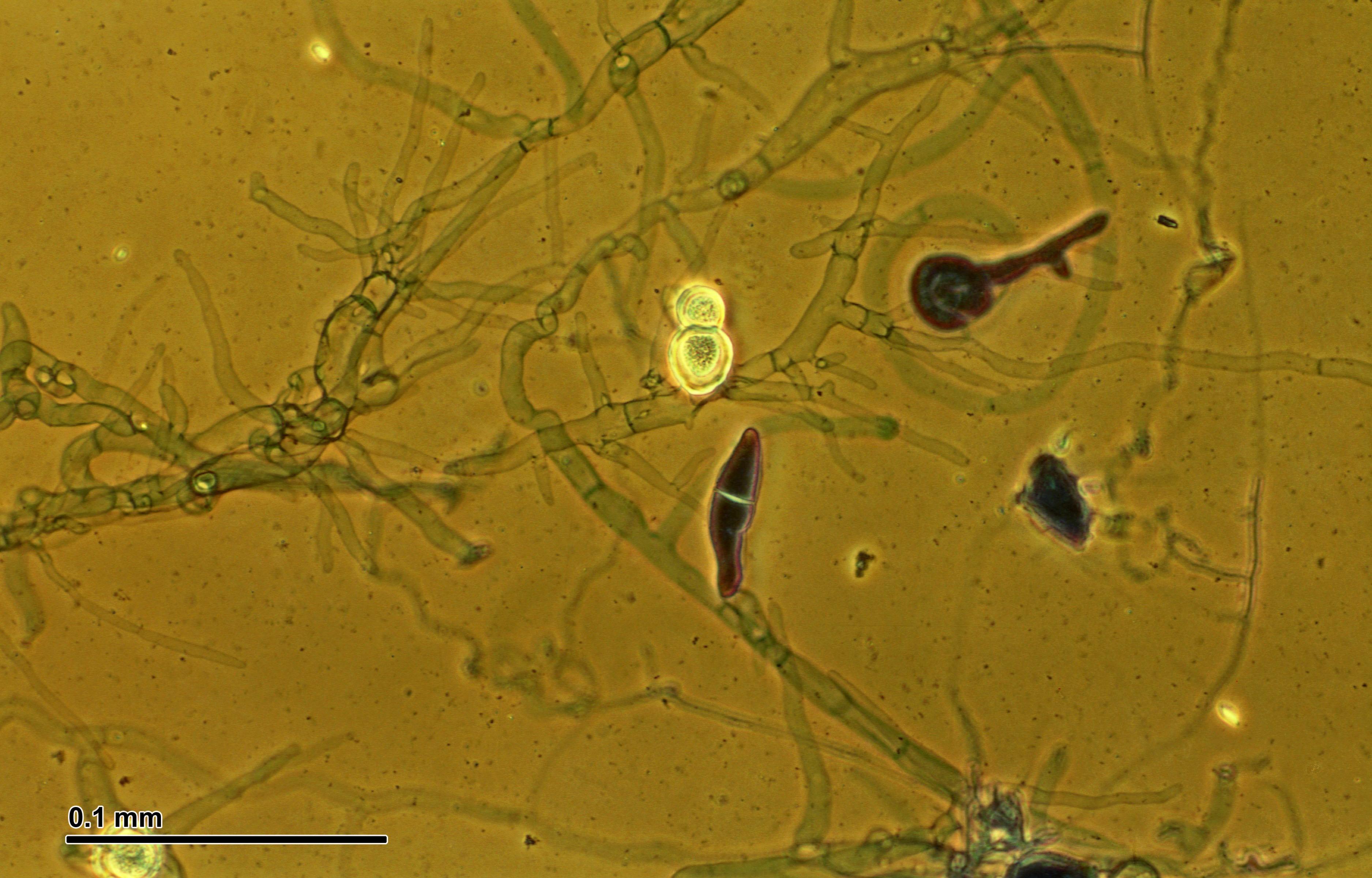